# Großstechau
Großstechau ist ein Ortsteil der Gemeinde Löbichau im Landkreis Altenburger Land in Thüringen.

## Lage
Großstechau liegt im Landschaftsschutzgebiet Sprottetal, etwa einen Kilometer östlich des Hauptortes Löbichau und etwa 15 Kilometer (Luftlinie) südwestlich der Kreisstadt Altenburg. Eine Zufahrtsstraße über Kleinstechau mündet etwa 2 km südlich der Ortslage in die B 7 (Abschnitt Ronneburg – Schmölln). Der Ort liegt an der Großensteiner Sprotte. Der Ort liegt im Ronneburger Acker- und Bergbaugebiet. Am nordwestlichen Ortsrand befindet sich der aufgelassene Schacht 403 der Lagerstätte Drosen, in dem die SDAG Wismut Uranerz abgebaut hat. Er ist bis heute an dem markanten Förderturm zu erkennen. Die geographische Höhe des Ortes beträgt im Mittel 240 m ü. NN.

## Geschichte

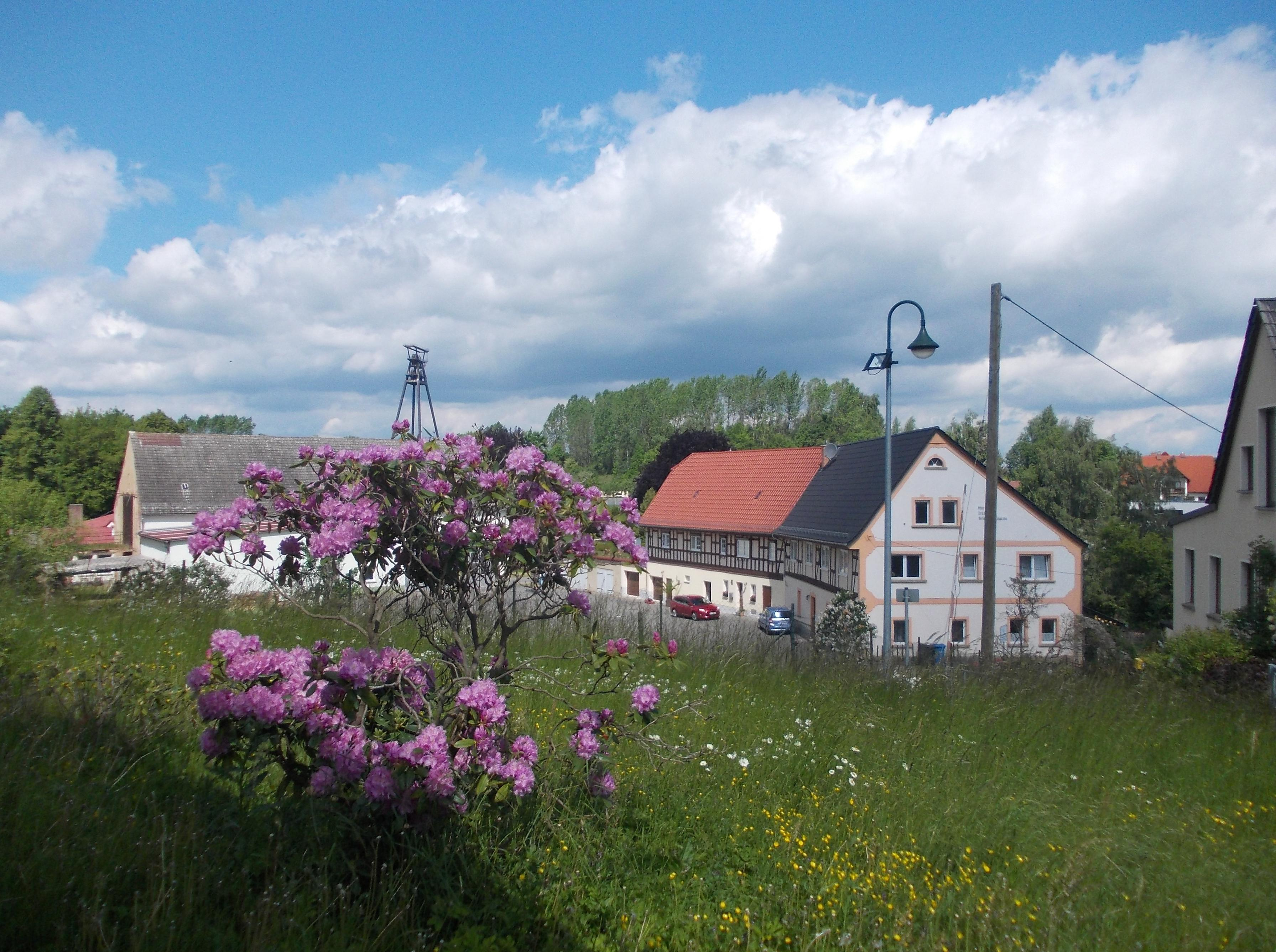
Großstechau mit Fördergerüst des Schachts 403

Am 10. November 1181 wurde der Ort erstmals urkundlich genannt. Der Ortsteil war ein ehemaliges Kirchen-, Pfarr- und Vasallendorf mit unterschiedlichen nicht urkundlich nachgewiesenen Ersterwähnungen. 1563 bewirtschafteten fünf Bauern im Ort ihr Land. 130 Einwohner gab es. 1620 brannte die Schule und 1787 das Gut ab. 1629 und 1632 besetzten kaiserliche Truppen das Dorf. Sie plünderten und verwüsteten den Ort. 
Großstechau gehörte zum wettinischen Amt Altenburg, welches ab dem 16. Jahrhundert aufgrund mehrerer Teilungen im Lauf seines Bestehens unter der Hoheit folgender Ernestinischer Herzogtümer stand: Herzogtum Sachsen (1554 bis 1572), Herzogtum Sachsen-Weimar (1572 bis 1603), Herzogtum Sachsen-Altenburg (1603 bis 1672), Herzogtum Sachsen-Gotha-Altenburg (1672 bis 1826). Bei der Neuordnung der Ernestinischen Herzogtümer im Jahr 1826 kam der Ort wiederum zum Herzogtum Sachsen-Altenburg. 
Nach der Verwaltungsreform im Herzogtum gehörte Großstechau bezüglich der Verwaltung zum Ostkreis (bis 1900) bzw. zum Landratsamt Ronneburg (ab 1900). Das Dorf gehörte ab 1918 zum Freistaat Sachsen-Altenburg, der 1920 im Land Thüringen aufging. 1922 kam es zum Landkreis Gera.
Am 1. Juli 1950 wurde Großstechau nach Löbichau eingemeindet. Bei der zweiten Kreisreform in der DDR wurden 1952 die bestehenden Länder aufgelöst und die Landkreise neu zugeschnitten. Somit kam Großstechau als Ortsteil der Gemeinde Löbichau mit dem Kreis Schmölln an den Bezirk Leipzig, der seit 1990 als Landkreis Schmölln zu Thüringen gehörte und bei der thüringischen Kreisreform 1994 im Landkreis Altenburger Land aufging.
Im Juni 1976 wurde der Schacht 403 der Lagerstätte Drosen durch die SDAG Wismut abgeteuft. Seit 1982 wurde dort Uranerz abgebaut. Nach der Stilllegung im Jahr 1991 erfolgte die Sanierung des Areals. Dabei verschwand die Halde Drosen durch Umlagerung des Materials auf die Halde Beerwalde. Bis heute erinnert das Fördergerüst des Schachts 403 an die Bergbauzeit.

## Persönlichkeiten
- Samuel Benjamin Reichel (1716–1793), lutherischer Theologe und Gymnasiallehrer

## Sehenswürdigkeiten
- Dorfkirche Großstechau